# Peligros
Peligros è un comune spagnolo di 8 439 abitanti situato nella comunità autonoma dell'Andalusia.